# Семёновский (Черепановский район)
Семёновский — посёлок в Черепановском районе Новосибирской области. Входит в состав Верх-Мильтюшинского сельсовета.

## География
Площадь посёлка — 17 гектаров.

## Население
| 2002 | 2007 | 2010 |
| ---- | ---- | ---- |
| 194  | ↘192 | ↘182 |

## Инфраструктура
В посёлке по данным на 2007 год функционируют 1 учреждение здравоохранения и 1 учреждение образования.